# Francis Leplay
Francis Leplay (n. 25 iulie 1967, Saint-Mandé, Région parisienne, Franța) este un actor și scriitor francez.

## Biografie
Fost student al Conservatorului Național Superior de Artă Dramatică și al Institutului de Științe Politice din Paris, Francis Leplay și-a început cariera de actor la televiziune, în episoade din Julie Lescaut și Navarro. Apare pentru prima dată în filmul Urăsc dragostea de Laurence Ferreira Barbosa. Din anul 2000 încoace, rolurile se succedă, iar el cunoaște un adevărat succes cu Regii și Regina de Arnaud Desplechin. Joacă apoi în filme realizate de Sofia Coppola, Noémie Lvovsky și Benoît Jacquot, precum și în serialul Angrenaje. Filmele la care a participat au fost selecționate la festivalurile de la Cannes, Berlin, Veneția și Toronto. În teatru, lucrează cu regizori precum Denis Podalydès și Lambert Wilson și apare pe scenă la Centrul Lincoln/Lincoln Center din New York, la Teatrul Mossovet din Moscova și la Bouffes du Nord din Paris. Editura Seuil publică două dintre romanele sale, După spectacol în 2006 și Samuel și Alexandre în 2009. În 2021, debutul său regizoral, Acte de iubire, realizat cu Isidore Bethel, are premiera mondială la Hot Docs.

## Filmografie

### Filme de cinema
- 1997 : J'ai horreur de l'amour⁠(d) de Laurence Ferreira Barbosa⁠(d)
- 1999 : Le Temps retrouvé⁠(d) de Raoul Ruiz⁠(d)
- 2001 : Les Morsures de l'aube⁠(d) d'Antoine de Caunes⁠(d)
- 2002 : Ma caméra et moi⁠(d) de Christophe Loizillon⁠(d)
- 2003 : Filles uniques⁠(d) de Pierre Jolivet⁠(d)
- 2004 : Rois et Reine d'Arnaud Desplechin⁠(d)
- 2006 : La Vie d'artiste⁠(d) de Marc Fitoussi⁠(d)
- 2006 : Marie-Antoinette de Sofia Coppola
- 2007 : Très bien, merci⁠(d) d'Emmanuelle Cuau⁠(d)
- 2007 : Le Prix à payer⁠(d) d'Alexandra Leclère⁠(d)
- 2007 : Intrusions⁠(d) d'Emmanuel Bourdieu⁠(d)
- 2008 : Modern Love⁠(d) de Stéphane Kazandjian⁠(d) : Hervé
- 2010 : Imogène McCarthery⁠(d) d'Alexandre Charlot⁠(d) et Franck Magnier⁠(d)
- 2011 : Les Adieux à la reine⁠(d) de Benoît Jacquot⁠(d) : Comte d'Artois
- 2011 : Mon arbre⁠(d) de Bérénice André
- 2012 : Les Beaux Jours⁠(d) de Marion Vernoux⁠(d)
- 2012 : Cherchez Hortense⁠(d) de Pascal Bonitzer⁠(d)
- 2014 : Trois cœurs⁠(d) de Benoît Jacquot
- 2015 : Les Cowboys⁠(d) de Thomas Bidegain⁠(d)
- 2016 : Nelly⁠(d) de Anne Émond⁠(d)
- 2017 : Demain et tous les autres jours⁠(d) de Noémie Lvovsky⁠(d)
- 2018 : Un violent désir de bonheur⁠(d) de Clément Schneider⁠(d)
- 2020 : Garçon chiffon⁠(d) de Nicolas Maury⁠(d)
- 2021 : Et de l’herbe, et des fleurs, et de l’eau[8] de Clément Schneider et Joseph Minster
- 2021 : Acts of Love de Isidore Bethel⁠(d) et Francis Leplay
- 2021 : Les Fantasmes⁠(d) de David Foenkinos et Stéphane Foenkinos⁠(d)
- 2022 : Frère et Sœur⁠(d) d'Arnaud Desplechin⁠(d)
- 2022 : Les Goûts et les couleurs⁠(d) de Michel Leclerc⁠(d)
- 2023 : Magnificat⁠(d) de Virginie Sauveur⁠(d)
- 2024 : Pas de vagues⁠(d) de Teddy Lussi-Modeste⁠(d) : Musil
- 2025 : La fin de l'âge de fer de Clément Schneider⁠(d) : le président de la République

### Filme de televiziune
- 2007 Rezistența
- 2007 Afacerea Sacha Guitry
- 2008 Singură
- 2009 Nu face asta, nu face aia
- 2013 Drumont, povestea unui antisemit francez Mathieu Dreyfus
- 2017 Nu face asta, nu face aia
- 2017 Ceea ce trăiesc trandafirii de Frédéric Berthe
- 2018 Victor Hugo, dușman de stat de Jean-Marc Moutout
- 2019 Jocuri de influență de Jean-Xavier de Lestrade
- 2020 Negru și alb Ferdinand Maurice
- 2021 Mixt (seria Prime Video) René Herman
- 2021 HPI (sezonul 2, episodul 7) „55 de kilograme”), regizat de Djibril Glissant Pierre Lecoq
- 2022 Ca niște regine Locotenentul Bac
- 2024 Furii (serial Netflix) Dl. Tran
- 2024 Ciuma de Antoine Garceau Profesorul Richard
- 2025 Frecare frecare de Marion Vernoux Lazare Masurel

## Teatru
- 2005 Câinii de conservă de Roland Dubillard
- 2007 : Mintea echipei de Emmanuel Bourdieu, Frédéric Bélier-Garcia, regia Frédéric Bélier-Garcia, Denis Podalydès
- 2009 Music-hall, piesă de Jean-Luc Lagarce
- 2010 Servitoarea falsă de Marivaux
- 2013 Prețul cutiilor de Frédéric Pommier, regia Jorge Lavelli
- 2014 Burghezul gentilom de Molière, regia: Denis Podalydès ; 2016-2017, turneu
- 2023 : Furtuna de Alexandre Ostrovsky, regia Denis Podalydès, creată la Teatrul Cinema din Choisy-le-Roi, apoi la Théâtre des Bouffes du Nord și turneu

## Publicații
- 2006 După spectacol, Le Seuil
- 2009 : Samuel și Alexandre, Le Seuil